# Liste der Nationalstraßen und Autobahnen in Albanien

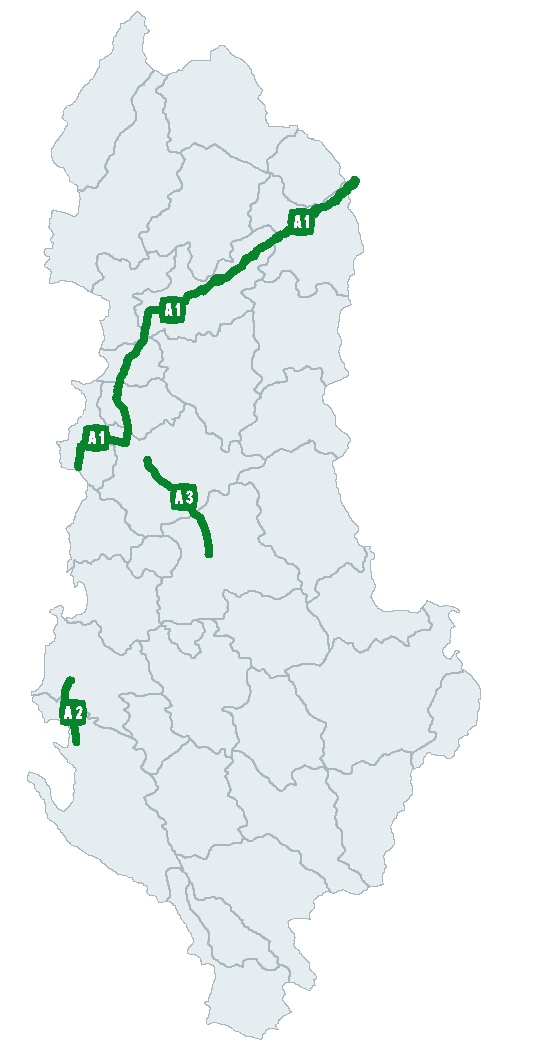
Autobahnnetz in Albanien

Das Nationalstraßen- und Autobahnnetz in Albanien zählt zu den jüngsten in Europa und befindet sich im ständigen Ausbau.

## Allgemeines

### Bauträger
Gebaut und verwaltet werden die Autobahnen (Rruga Autostradale) und Nationalstraßen (Rruga Shtetërore) von der albanischen Straßenbehörde (albanisch Autoriteti Rrugor Shqiptar).

### Maut
Für die bisher erbauten Autobahnen und Nationalstraßen werden keine Gebühren wie Maut oder Vignette erhoben. Einzige Ausnahme sind der mautpflichtige Kalimash-Tunnel an der Autostrada A1, das A1-Teilstück Thumana–Kashar und (ab 2025) der Llogara-Tunnel.

### Nummerierung
Die Nationalstraßen (SH_) gliedern sich in Straßen mit ein- und zweistelligen Nummern:
- Die Straßen mit einstelliger Nummer sind dabei Hauptverkehrsstraßen, die dem überregionalen Verkehr, zum Beispiel der direkten Verbindung von Städten, dienen.
- Die Straßen mit zweistelliger Nummer haben dagegen nur eine regionale oder lokale Bedeutung, können aber auch als Verbindungsstraßen dienen.

Bei den Autobahnen (A_) sind derzeit nur einstellige Nummern vergeben.

### Beschilderung
Autobahnen werden mit einer grünen Tafel und weißer Nummer beschildert, während Nationalstraßen mit einer blauen Tafel mit weißem Rand und ebenfalls weißer Nummer ausgeschildert werden. Schrifttyp (inkl. der achteckigen Umrandung der Autobahnnummern) und Farben orientieren sich an dem Straßensystem in Italien.
Die autobahnähnlich ausgebauten Nationalstraßen sind im Gegensatz zu den neu gebauten Autobahnen weiterhin als Nationalstraßen mit SH beschriftet. Die Beschilderung ist diesbezüglich (noch) nicht konsistent gelöst.

## Autobahnen

### Charakter der Autobahnen
| Fahrstreifen | Bezeichnung                   | Beschaffenheit                                                              |
| ------------ | ----------------------------- | --------------------------------------------------------------------------- |
|              | Rruga Autostradale (Autobahn) | Autobahnähnliche Straße mit vier Fahrspuren und beidseitigen Pannenstreifen |

### Liste der Autobahnen
| Nr. / Zeichen | Europastraße(n) | Von (Nord bzw. West) | Bis (Süd bzw. Ost) | Via                                                | Länge      | Ausbaustand                              |
| ------------- | --------------- | -------------------- | ------------------ | -------------------------------------------------- | ---------- | ---------------------------------------- |
| A1            | E851            | Durrës               | Morina / RKS       | Vora – Kashar – Milot – Rrëshen – Kalimash – Kukës | ca. 177 km | fertig                                   |
| A2            |                 | Fier-Nord            | Vlora              | Levan                                              | 46,5 km    | fertig                                   |
| A3            | E852            | Tirana               | Tepelena           | Baldushk – Elbasan – Kuçova – Berat – Memaliaj     | ca. 125 km | Tirana – Elbasan fertig; Rest in Planung |
| S2            | E762            | Durrës               | Tirana             | Vora                                               | ca. 32 km  | fertig                                   |
| S4            | E853            | Durrës               | Fier-Nord          | Rrogozhina – Lushnja – Fier                        | ca. 81 km  | teilweise fertig                         |
| Unaza e Madhe |                 | Tirana               | Tirana             | Ringautobahn Tirana                                | ca. 27 km  | fertig                                   |

## Schnellstraßen

### Charakter der Schnellstraßen
| Fahrstreifen | Bezeichnung                 | Beschaffenheit                                                              |
| ------------ | --------------------------- | --------------------------------------------------------------------------- |
|              | Superstradë (Schnellstraße) | Autobahnähnliche Straße mit zwei Fahrspuren und beidseitigen Pannenstreifen |

### Liste der Schnellstraßen
| Nr. / Zeichen | Europastraße(n) | Von (Nord bzw. West) | Bis (Süd bzw. Ost) | Via                                   | Länge        | Ausbaustand          |
| ------------- | --------------- | -------------------- | ------------------ | ------------------------------------- | ------------ | -------------------- |
| A1            | E851            | Milot                | Rrëshen / RKS      | Rubik                                 | ca. 34 km    | fertig               |
| S1            | E762 · E851     | Han i Hotit / MNE    | Tirana             | Shkodra – Lezha – Milot – Fushë-Kruja | ca. 117,5 km | fertig               |
| S3            | E86 · E852      | Elbasan              | Kapshtica / GR     | Librazhd – Pogradec – Korça           | ca. 144 km   | weitestgehend fertig |
| S4            | E853            | Levan                | Kakavija / GR      | Tepelena – Gjirokastra                | ca. 129 km   | fertig               |
| S7            |                 | Rrogozhina           | Elbasan            | Peqin                                 | ?            | fertig               |
| S9            | E852            | am Qafë Thana        | Qafë Thana / MK    |                                       | ca. 3 km     | fertig               |
| S52           |                 | Vora                 | Fushë-Kruja        |                                       | ca. 11,4 km  | fertig               |

## Nationalstraßen

### Charakter der Nationalstraßen
| Fahrstreifen | Bezeichnung                   | Beschaffenheit                                                              |
| ------------ | ----------------------------- | --------------------------------------------------------------------------- |
|              | Rruga Autostradale (Autobahn) | Autobahnähnliche Straße mit vier Fahrspuren und beidseitigen Pannenstreifen |
|              | Superstradë (Schnellstraße)   | Autobahnähnliche Straße mit zwei Fahrspuren und beidseitigen Pannenstreifen |
|              | Rrugë kryesore (Hauptstraße)  | Einfache, zweispurige Straße, kein Pannenstreifen                           |

### Liste der Nationalstraßen
| Nr. / Zeichen | Europastraße(n) | Von (Nord bzw. West)              | Bis (Süd bzw. Ost)                     | Via                                                  | Länge                                                                                     | Ausbaustand                                                  |
| ------------- | --------------- | --------------------------------- | -------------------------------------- | ---------------------------------------------------- | ----------------------------------------------------------------------------------------- | ------------------------------------------------------------ |
| S1            | E762 · E851     | Han i Hotit / MNE                 | Tirana                                 | Shkodra – Lezha – Milot – Fushë-Kruja                | 131,7 km (neue Straße) 150,2 km (alte Straße über Laç und Balldren)                       | fertig                                                       |
| S2            | E762            | Durrës                            | Tirana                                 | Vora                                                 | 27,7 km (Autobahn) 33,7 km (alte Straße über Sukth – Shijak)                              | fertig                                                       |
| S3            | E86 · E852      | Tirana                            | Kapshtica / GR                         | Elbasan – Librazhd – Pogradec – Korça                | 202,5 km                                                                                  | fertig                                                       |
| S4            | E853            | Durrës                            | Kakavija / GR                          | Rrogozhina – Lushnja – Fier – Tepelena – Gjirokastra | 225,1 km (neue Strecke über Levan) 223,3 km (alte Strecke über Ballsh)                    | fertig                                                       |
| S5            |                 | Shkodra                           | Morina / KOS                           | Puka – Fushë-Arrëz – Kukës                           | 168 km                                                                                    | fertig                                                       |
| S6            |                 | Milot                             | Peshkopia                              | Burrel – Klos – Bulqiza – Maqellara                  | 117,9 km                                                                                  | fertig                                                       |
| S7            |                 | Elbasan                           | Rrogozhina                             | Peqin                                                | 44,5 km                                                                                   | fertig                                                       |
| S8            |                 | Fier                              | Saranda                                | Levan – Vlora – Himara                               | 158 km                                                                                    | fertig                                                       |
| S9            | E852            | am Qafë Thana                     | Qafë Thana / MK                        |                                                      | 3 km                                                                                      | fertig                                                       |
| S20           |                 | Han i Hotit                       | Tamara                                 |                                                      | 32,6 km                                                                                   | fertig                                                       |
| S21           |                 | Koplik                            | Theth                                  | Boga                                                 | 58,6 km                                                                                   | fertig                                                       |
| S22           |                 | Qafa e Malit                      | Qafa e Morinës / KOS                   | Fierza – Bajram Curr                                 | 90,8 km                                                                                   | fertig                                                       |
| SH 23         |                 | Kukës                             | Sopot                                  | Kruma                                                | 91,2 km                                                                                   | fertig                                                       |
| S24           |                 | Shkodra                           | Zogaj                                  | Shiroka                                              | 9,6 km                                                                                    | fertig                                                       |
| SH 25         |                 | Qafa e Laçit                      | Koman                                  |                                                      | 34,1 km                                                                                   | schlechter Zustand                                           |
| SH 26         |                 | Kukës                             | Shishtavec                             |                                                      | 26,2 km                                                                                   | fertig                                                       |
| S27           |                 | Berdica e Sipërme                 | Velipoja                               |                                                      | 28,5 km                                                                                   | fertig                                                       |
| SH 28         |                 | Melgusha                          | Mjeda                                  |                                                      | 7,1 km                                                                                    | fertig                                                       |
| SH 29         |                 | Balldren                          | Bushat                                 | Gjadër                                               | 13,8 km                                                                                   | fertig                                                       |
| S30           |                 | Pllana                            | Hadroj                                 | Rubik – Rrëshen                                      | 83,1 km                                                                                   | fertig                                                       |
| SH 31         |                 | Kukës                             | Peshkopia                              |                                                      | 86,5 km                                                                                   | fertig                                                       |
| S32           |                 | Lezha                             | Kune                                   | Shëngjin                                             | 11,4 km                                                                                   | fertig                                                       |
| SH 33         |                 | Lezha                             | Vain                                   | Hotel i Gjuetisë                                     | 10,8 km                                                                                   | fertig                                                       |
| S34           |                 | Rrëshen                           | Lura                                   | Kurbnesh                                             | 60 km                                                                                     | teilweise unasphaltiert                                      |
| S35           |                 | Laç                               | Patok                                  | Fushë-Kuqja                                          | 10,6 km                                                                                   | fertig                                                       |
| SH 36         |                 | Burrel                            | Fushë-Muhurr                           | Qafë-Muhurr                                          | ca. 55 km                                                                                 | teilweise unasphaltiert                                      |
| SH 37         |                 | Burrel                            | Kombësia                               |                                                      | 5,6 km                                                                                    | fertig                                                       |
| S38           |                 | Fushë-Kruja                       | Qafë Shtama                            | Kruja                                                | 36,6 km                                                                                   | fertig                                                       |
| S39           |                 | SH1                               | Zementfabrik                           |                                                      | 4 km                                                                                      | fertig                                                       |
| S40           |                 | SH30                              | Reps (Brücke)                          | A1                                                   | 4,5 km                                                                                    | fertig                                                       |
| S41           | E851            | Shkodra                           | Muriqan / MNE                          |                                                      | 13,9 km                                                                                   | fertig                                                       |
| S42           |                 | Dedaj                             | Razma                                  | Vrith                                                | 12,6 km                                                                                   | fertig                                                       |
| SH 43         |                 | Bardhet                           | Qafë Bari                              | Tuç                                                  | 19 km                                                                                     | unasphaltiert                                                |
| SH 44         |                 | Maqellara (SH6)                   | Grenzübergang Bllata / NMK             |                                                      | 3,4 km                                                                                    | fertig                                                       |
| SH 45         |                 | Qafa e Buallit                    | Bergwerk                               |                                                      | 4 km                                                                                      |                                                              |
| SH 46         |                 | SH6                               | Ulza                                   |                                                      | 2,3 km                                                                                    | fertig                                                       |
| SH 47         |                 | SH54                              | Nationalpark Dajti                     |                                                      | 13 km (inkl. Gabelung)                                                                    | teilweise unasphaltiert                                      |
| SH 48         |                 | SH3                               | Antennen                               | Krraba                                               | 11 km (inkl. Gabelung)                                                                    | teilweise unasphaltiert                                      |
| S49           |                 | Abzweigung Fllaka                 | Katund i Ri                            | Fllaka (Radiosendeanlage)                            | 12 km                                                                                     | teilweise unasphaltiert                                      |
| SH 50         |                 | Qafa e Buallit                    | Krasta                                 |                                                      | ca. 11,4 km                                                                               | teilweise unasphaltiert                                      |
| SH 51         |                 | Durrës                            | Kap Bisht i Pallës                     |                                                      | 7 km                                                                                      | fertig                                                       |
| S52           |                 | Vora                              | Fushë-Kruja                            |                                                      | 11,5 km                                                                                   | fertig                                                       |
| SH 53         |                 | Kamza (Abzweigung SH1)            | Zall Herr (Staumauer Bovilla)          |                                                      | 14 km                                                                                     | fertig                                                       |
| SH 54         |                 | Tirana (Fresku)                   | Ballenja                               |                                                      | 65 km                                                                                     | weitgehend unasphaltiert                                     |
| SH 55         |                 | SH2 (Katër rrugët)                | Pjezga (SH56)                          |                                                      | 4,5 km                                                                                    | fertig                                                       |
| S56           |                 | Tirana (Kombinat)                 | Plepa (Durrës Plazh)                   | Ndroq                                                | 29,7 km                                                                                   | schlechter Asphalt                                           |
| SH 57         |                 | Çerma                             | Divjaka (Strand)                       |                                                      | 20 km                                                                                     | fertig                                                       |
| SH 58         |                 | Cërrik                            | Vlashuk                                | Bellsh – Gradisht – Kajan                            | 27,9 km                                                                                   | fertig                                                       |
| SH 59         |                 | bei Papër                         | SH 71 bei Driza                        | Cërrik – Banja                                       | 25,7 km                                                                                   | fertig                                                       |
| SH 60         |                 | bei Kashar                        | bei Fushë-Preza                        | Flughafen Tirana                                     | ca. 9,6 km                                                                                | fertig                                                       |
| S61           |                 | Tirana (Rrapi i Treshit)          | Ferraj                                 | Rruga e Arbërit                                      | 6 km; evtl. in Verwendung für die kompletten 43 km der Rruga e Arbërit bis Qafa e Buallit | fertig                                                       |
| SH 62         |                 | bei Ura e Gjolës                  | Bilaj (Heilbad)                        |                                                      | 3,5 km                                                                                    | fertig                                                       |
| SH 63         |                 | Korça                             | Voskopoja                              |                                                      | 18,3 km                                                                                   | fertig                                                       |
| S64           |                 | Pogradec                          | Tushemisht / NMK                       |                                                      | 5,9 km                                                                                    | fertig                                                       |
| SH 65         |                 | Leskovik                          | Sarandapor (Tre Urat) / GR             |                                                      | 11 km                                                                                     | fertig                                                       |
| SH 66         |                 | SH 94 Abzweigung Pojan            | Pojan-Apollonia                        |                                                      | 5 km                                                                                      | fertig                                                       |
| SH 67         |                 | Abzweigung Kolonja                | Kloster Ardenica                       | Kolonja                                              | 4 km                                                                                      | fertig                                                       |
| SH 68         |                 | bei Jeta e Re                     | Kosova                                 |                                                      | 7 km                                                                                      | fertig                                                       |
| SH 69         |                 | SH 74 Gllava                      | Mali i Komarit (Antenne, 1132 m ü. A.) |                                                      | 3 km                                                                                      | Bergweg                                                      |
| SH 70         |                 | Elbasan                           | Cërrik                                 |                                                      | 13,9 km                                                                                   | fertig                                                       |
| SH 71         |                 | SH 70 bei Shirqan                 | Maliq                                  | Llixhat – Gramsh                                     | 119,9 km                                                                                  | mehrheitlich fertig                                          |
| S72           |                 | Lushnja                           | Çorovoda                               | Berat – Poliçan                                      | 87,9 km                                                                                   | fertig                                                       |
| SH 73         |                 | bei Patos                         | bei Poshnja                            | Roskovec                                             | 28 km                                                                                     | schlechter Asphalt                                           |
| SH 74         |                 | Berat                             | Këlcyra                                |                                                      | 78,3 km                                                                                   | unasphaltiert                                                |
| S75           |                 | Korça                             | bei Tepelena (Ura e Leklit)            | Erseka – Leskovik – Përmet – Këlcyra                 | 163,1 km                                                                                  | unasphaltiert                                                |
| SH 76         |                 | Tepelena                          | Vlora                                  | Amantia                                              | 78,2 km                                                                                   | teilweise unasphaltiert                                      |
| SH 77         |                 | SH 76 bei Qishbardha              | Selenica                               | Amantia                                              | 18,9 km                                                                                   | fertig                                                       |
| SH 78         |                 | Delvina                           | bei Qafë Gjashtë                       |                                                      | 13 km                                                                                     | fertig                                                       |
| SH 79         |                 | bei Zëmblak                       | Pustec/Liqenas / NMK                   | Liqenas                                              | 33,4 km                                                                                   | fertig                                                       |
| SH 80         |                 | Çarshova                          | Tre Urat / GR                          |                                                      | 7,6 km                                                                                    | fertig                                                       |
| S81           |                 | Saranda                           | Butrint                                | Ksamil                                               | 17 km                                                                                     | fertig                                                       |
| SH 82         |                 | Peshkëpia SH 77                   | Drashovica SH 76                       | Ksamil                                               | 3 km                                                                                      | fertig                                                       |
| SH 83         |                 | Blerimas                          | Çlirim SH 99                           | Finiq                                                | 7 km                                                                                      | fertig                                                       |
| S84           |                 | bei Katër Rrugët                  | Shijak                                 |                                                      | 1 km                                                                                      | fertig                                                       |
| S85           |                 | bei Shkozet                       | bei Plepa                              |                                                      | 8,3 km                                                                                    | fertig                                                       |
| SH 86         |                 | Tirana (Traktorenfabrik)          | Shkoza                                 |                                                      | 2 km                                                                                      | fertig                                                       |
| SH 87         |                 | S3                                | Lin                                    |                                                      | 1 km                                                                                      | fertig                                                       |
| SH 88         |                 | SH 70 bei Mjekës                  | Straße nach Gjinar                     |                                                      | 3 km                                                                                      | nicht durchgehend                                            |
| SH 89         |                 | Gramsh                            | Kukur                                  |                                                      | 3 km                                                                                      |                                                              |
| SH 90         |                 | Boboshtica                        | Dardha                                 |                                                      | 14,4 km                                                                                   | fertig                                                       |
| SH 91         |                 | Ura Vajgurore                     | Kozarja                                | Kuçova                                               | 9 km                                                                                      | fertig                                                       |
| SH 92         |                 | SH 92                             | Perondia (Flugzeugfabrik)              |                                                      | 4 km                                                                                      | teilweise asphaltiert                                        |
| SH 93         |                 | SH 73                             | Marinëza                               |                                                      | 4 km                                                                                      | fertig                                                       |
| SH 94         |                 | Fier                              | Seman (Strand)                         |                                                      | 17 km                                                                                     | schlechter Asphalt                                           |
| SH 95         |                 | Orikum                            | Marinebasis Pashaliman                 |                                                      | 3 km                                                                                      | fertig                                                       |
| SH 96         |                 | bei Dhuvjan                       | Libohova                               |                                                      | 7,7 km                                                                                    | fertig                                                       |
| SH 97         |                 | SH 99 bei Mesopotam               | Konispol-Qafa Boti / GR                |                                                      | 33 km                                                                                     | fertig                                                       |
| SH 98         |                 | Saranda                           | Shkalla SH 97                          |                                                      | 33 km                                                                                     | fertig                                                       |
| SH 99         |                 | SH 78 bei Saranda (Ura e Gjadrit) | Jorgucat                               | Mesopotam – Qafa e Muzinës                           | 28,6 km                                                                                   | fertig                                                       |
| SH 100        |                 | bei Damës (Ura e Povlës)          | SH 77 bei Pehskëpia                    | Poçem                                                | 28,7 km                                                                                   | kaum asphaltiert                                             |
| SH ?          |                 | bei Libonik                       | bei Plasa                              |                                                      | 12,2 km                                                                                   | fertig                                                       |
| SH ?          |                 | bei Fushë-Arrëz                   | Fierza                                 | Iballa                                               | ca. 60 km                                                                                 | nicht durchgehend                                            |
| SH ?          |                 | bei Korça                         | bei Korça                              | Umfahrungsstraße Korça                               | 6,4 km                                                                                    | fertig                                                       |
| SH ?          |                 | SH 76 bei Kota (Qafa e Dushkut)   | Borsh                                  |                                                      | 58,4 km                                                                                   | ausgebaut bis Kuç und von dort auf anderer Route nach Qeparo |
| SH ?          |                 | Fier                              | bei Lalar                              |                                                      | 10 km                                                                                     | fertig                                                       |
| SH ?          |                 | Bajram Curr                       | Valbona                                |                                                      | 24,5 km                                                                                   | fertig                                                       |
| SH ?          |                 | SH 23 bei Plepla                  | Qafa e Prushit / KOS                   |                                                      | 6,3 km                                                                                    | fertig                                                       |
| SH ?          |                 | SH 31 bei Domaj                   | Bushtrica / DI                         |                                                      | 15,8 km                                                                                   | fertig                                                       |
| SH ?          |                 | bei Mejdan                        | Tropoja                                |                                                      | 2,7 km                                                                                    | fertig                                                       |
| SH ?          |                 | Tamara                            | Vermosh                                | Qafa e Bordolecit                                    | 35 km                                                                                     | fertig                                                       |
| SH ?          |                 | Bilisht                           | Hoçisht                                |                                                      | 10,2 km                                                                                   |                                                              |
| SH ?          |                 | SH 79 bei Zvezda                  | bei Grabovica                          |                                                      | 19,7 km                                                                                   | fertig                                                       |
| SH ?          |                 | Tirana (Ausfahrt Kamza)           | Vora                                   | Parallelstraßen beidseitig zur                       | 12 km                                                                                     | fertig                                                       |

Aus Kostengründen verfügen viele der autobahnähnlichen Straßen anstelle von kreuzungsfreien Ein- und Ausfahrten über einen Kreisverkehr. Außerdem existieren viele wilde Ein- und Ausfahrten, nicht nur zu den vielen Tankstellen, sondern auch zu Dörfern oder Einzelgrundstücken. Es sind aber sowohl bei der SH2 als auch bei der SH4 Bemühungen sichtbar, diese Ein- und Ausfahrten durch neu gebaute Nebenstraßen aufzunehmen.
Zudem wurde 2022 eine neue Verbindung nach Saranda eröffnet. Die Straße „Kardhiq–Delvina“ zweigt nördlich von Gjirokastra nach Westen ab und führt durch den 1,3 Kilometer langen Skërfica-Tunnel.

## Zukünftige Projekte
Mit Ausbauprojekten sollen vor allem bestehende Lücken im Straßennetz geschlossen werden. Weitere Projekte zielen auf den Ausbau von überlasteten Abschnitten und die Optimierung der Verkehrsführung im Großraum Tirana.
In der Planungsphase ist die Umfahrung von Lezha, die einen rund 850 Meter langen Tunnel umfassen wird. Auch ein Ausbau der Umfahrung von Tepelena wurde angekündigt.
Im Norden soll die Autobahn bis über Lezha hinaus ausgebaut werden.  Die Rruga e Arbërit ist ein im Bau befindliches Straßenprojekt, das Tirana auf direktem Weg mit der Region Dibra in Ostalbanien verbinde soll. Ideen gibt es auch für die Verlängerung der Autostrada A3 von Bradashesh bei Elbasan über Berat nach Tepelena.
| Nr. / Zeichen       | Von (Nord bzw. West) | Bis (Süd bzw. Ost)          | Via      | Länge     | Bemerkung                                                        |
| ------------------- | -------------------- | --------------------------- | -------- | --------- | ---------------------------------------------------------------- |
| A3                  | Elbasan              | Tepelena                    | Berat    | ca. 79 km | Neubau Autobahn                                                  |
| ?                   | Muriqan / Montenegro | Shkodra                     | Balldren | 41 km     | Neubau Autobahn bis 2029 (Teil der Adriatisch-ionische Autobahn) |
| S1                  | Balldren             | Milot                       | Lezha    | 17 km     | Ausbau zur Autobahn (Teil der Adriatisch-ionische Autobahn)      |
| ?                   | Kashar               | Lekaj                       | Pezë     | 33 km     | Neubau Autobahn (Teil der Adriatisch-ionische Autobahn)          |
| ?                   | Tirana               | Bllata                      | Bulqiza  | ca. 74 km | Rruga e Arbërit; Neubau Schnellstraße                            |
| S3                  | Elbasan              | Qafë Thana / Nordmazedonien | Librazhd | 50,12 km  | Ausbau zur Autobahn bis 2027                                     |
| S7                  | Lekaj                | Elbasan                     | Peqin    | 40,7 km   | Ausbau zur Autobahn                                              |
| Ortsumgehung Tirana | Kashar               | Mullet                      | Vaqarr   | 21 km     | Neubau Autobahn (Teil der Adriatisch-ionische Autobahn)          |

### Rruga e Arbërit

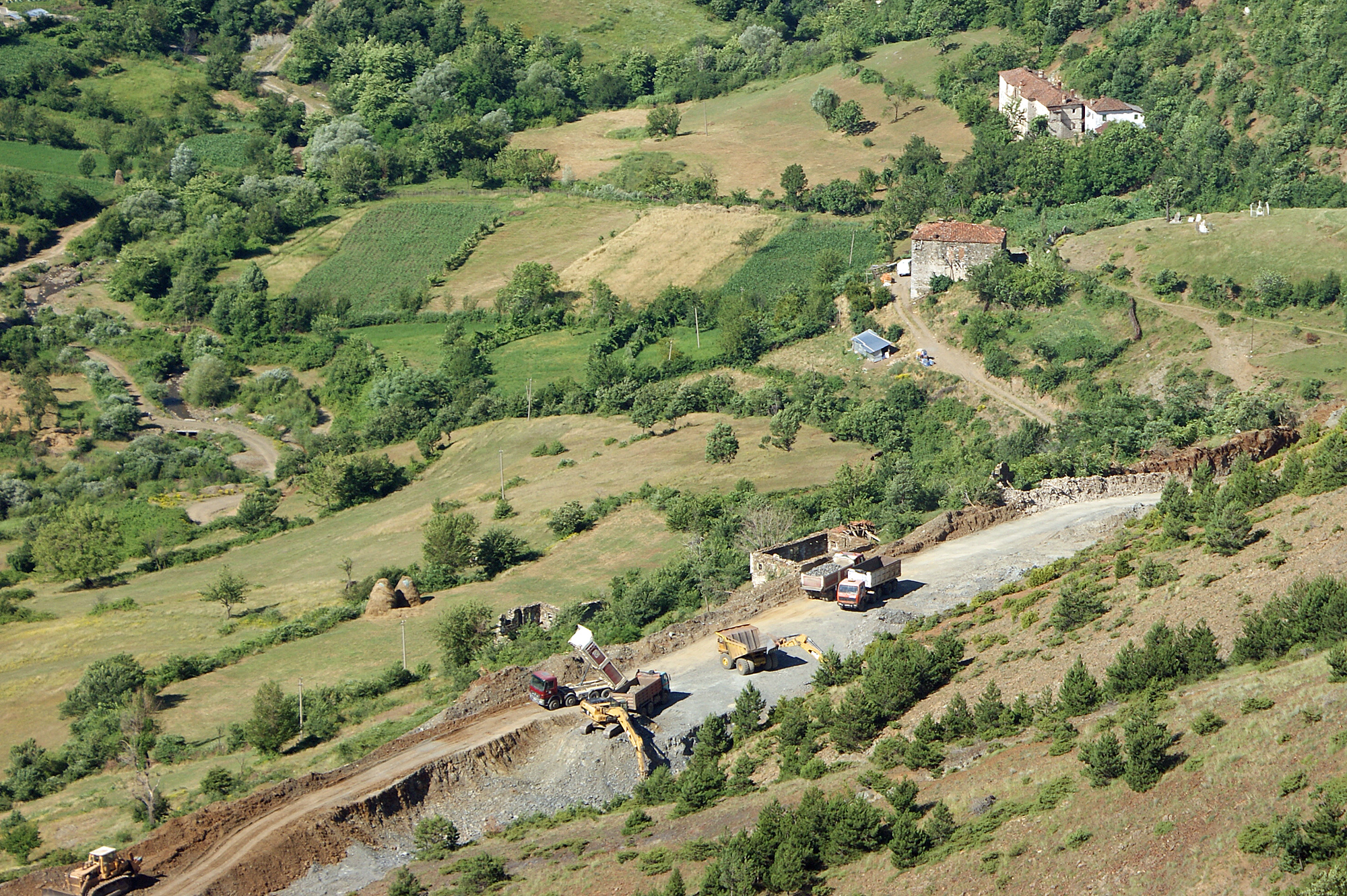
Bauarbeiten zwischen Klos und Bulqiza im Juni 2011

Bei der Strecke Tirana-Bulqiza-Dibra soll es sich um eine gut ausgebaute zweispurige Schnellstraße (superstradë) handeln, die im Vergleich zur jetzigen Fernverbindung über Milot um 100 Kilometer kürzer ausfällt. Obwohl auch Projektentwürfe für eine Autobahn vorlagen, wurde ein solcher Bau verworfen, da die relativ niedrige Verkehrsauslastung die hohen Kosten nicht rechtfertigen würde. Selbst der Entwurf für eine Schnellstraßenverbindung kostet mehr als 160 Mio. Euro für die 76 Kilometer zwischen Tirana und Dibra, da mehrere lange Tunnel und hohe Brücken gebaut werden müssen. Der längste Tunnel misst rund 3,5 Kilometer.
Stellenweise ist schon im Jahr 2005 mit den Arbeiten begonnen worden. So wurde bis 2011 ein längeres Stück östlich von Bulqiza erneuert. Westlich von Bulqiza und am Tunnel unter dem Qafa e Buallit wurde 2011 ebenfalls gebaut. Ein Bauende besonders für die Strecke durchs Gebirge östlich von Tirana ist schwer einzuschätzen, auch wenn 2018 an verschiedenen Streckenabschnitten die Arbeiten wieder in vollem Gange waren.
Die Strecke soll einerseits die Fahrtlänge zwischen Tirana und Skopje deutlich verkürzen, andererseits den nordmazedonischen Absatzmarkt via Durrës mit Italien verbinden. Mit vorerst 160 Mio. Euro werden nun die Gesamtkosten auf über 200 Mio. Euro angegeben (dies entspricht pro Kilometer rund 2,6 Mio. Euro).